# Station Saint-Vit
Station Saint-Vit is een spoorwegstation in de Franse gemeente Saint-Vit.